# Mediateca Montanari
La Mediateca Montanari è una biblioteca multimediale di informazione generale con sede a Fano. Insieme alla Biblioteca Federiciana costituisce il sistema bibliotecario pubblico della città.

## Storia
L'idea di una nuova biblioteca da affiancare alla Biblioteca Federiciana nacque nel 1999 ma vide la luce solo nel 2010 nell'edificio della ex-scuola elementare Luigi Rossi, ristrutturato dall'architetto Giuseppe Balducci, grazie a un cospicuo finanziamento della Navigazione Montanari da cui prende il nome.

## Il patrimonio
L'edificio ha mantenuto intatta la struttura scolastica originaria organizzata in ampie aule e corridoi nelle quali sono disposte a scaffale aperto le collezioni multimediali.

## Galleria d'immagini

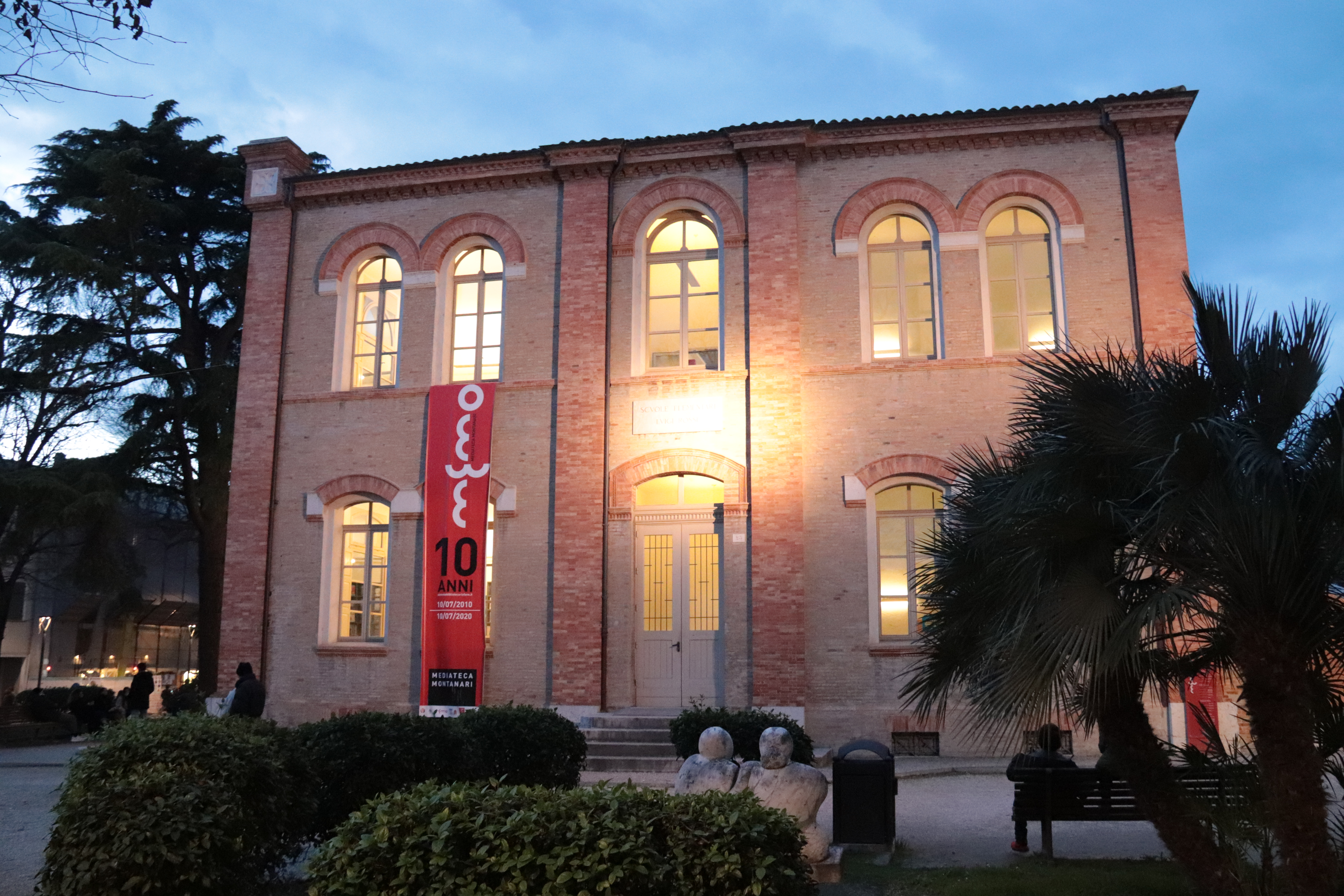
La facciata sud
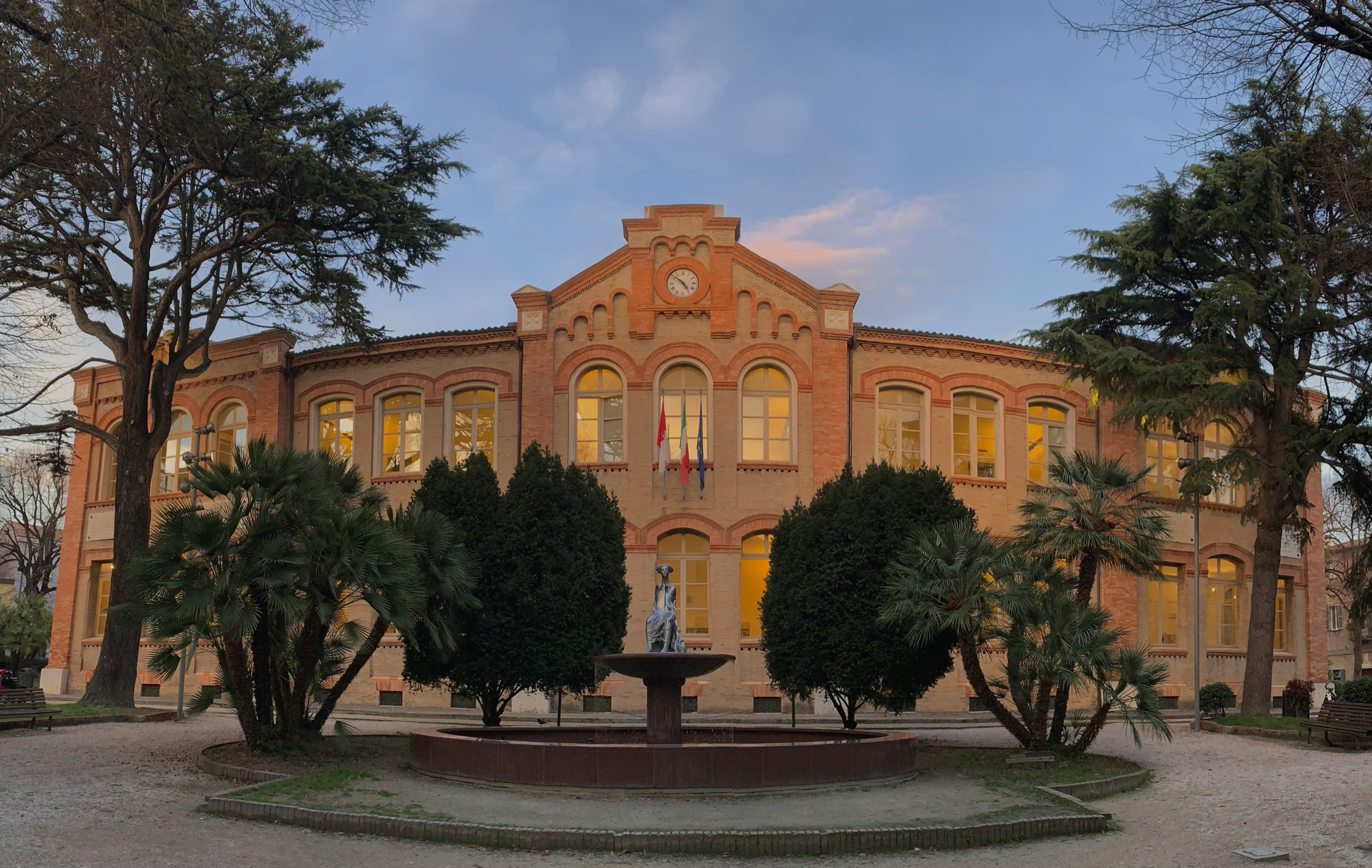
La facciata principale
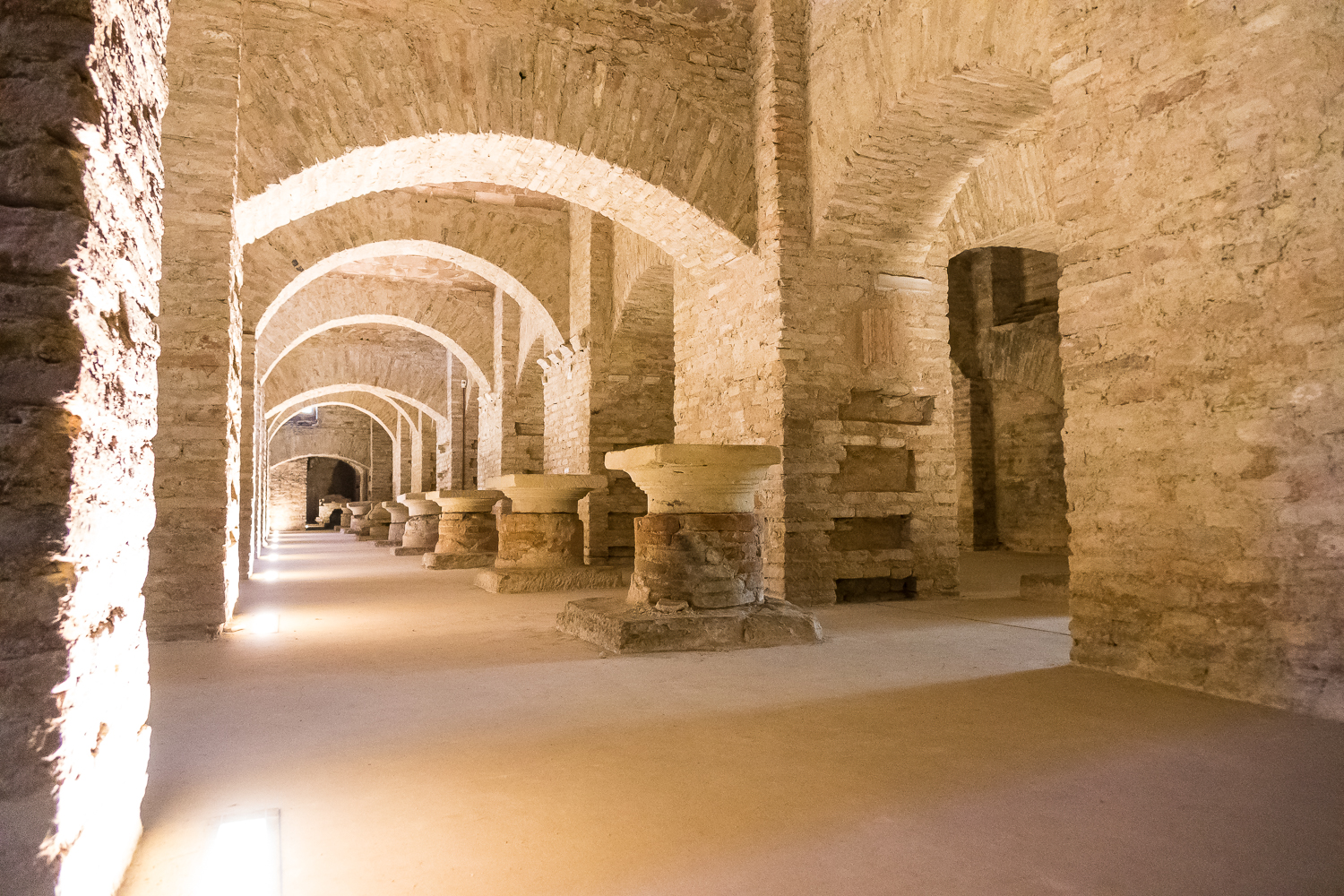
L'area archeologica
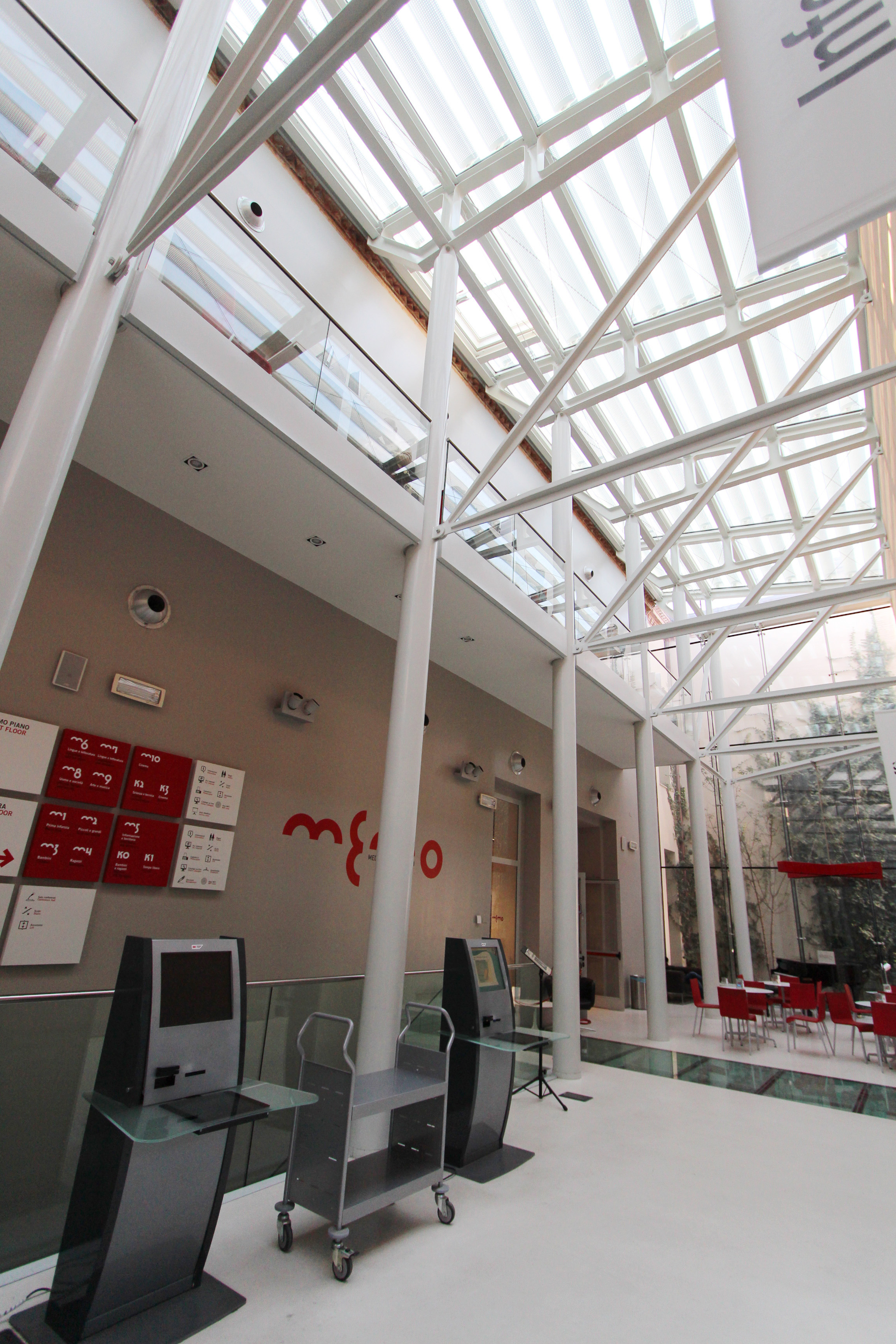
La sala principale
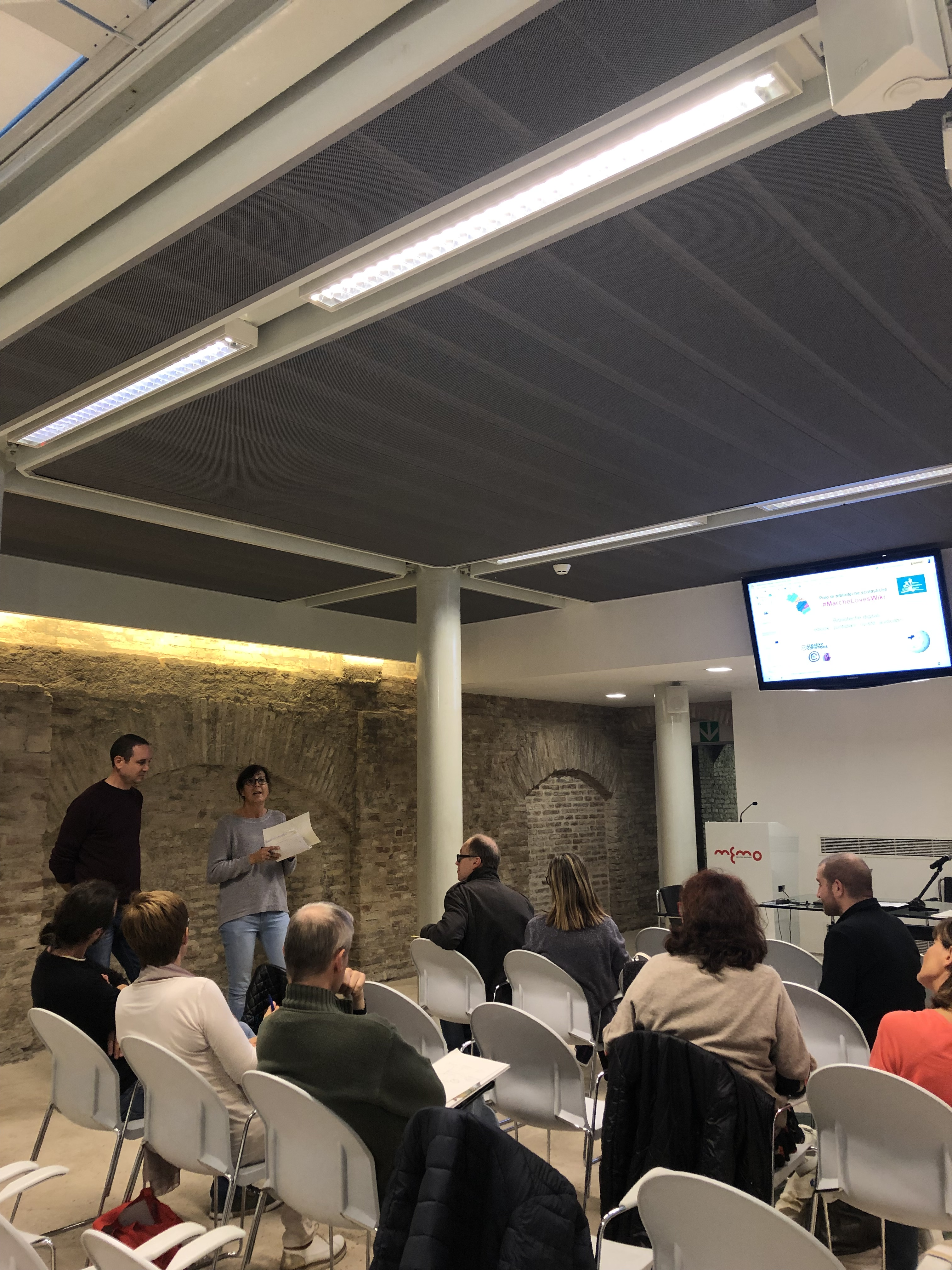
La sala convegni